# Erik Andersen Nordquelle
Erik Andersen Nordquelle (* 22. Juni 1858, Månejordet, Kvelde, Hedrum, Norwegen; † 3. Januar 1938) war der Gründer und Leiter der Freien evangelischen Versammlungen in Norwegen, einer Gemeindebewegung, welche der Pfingstbewegung nahestand, sich zeitweilig von ihr trennte, inzwischen jedoch vollständig darin aufgegangen ist.
Er wurde unter dem Namen Erik Andersen geboren und legte sich dann später den Namenszusatz Nordquelle bei; eine solche von geografischen Orten abgeleitete Zusatz- bzw. Umbenennung war damals (und ist teilweise auch heute noch) ein nicht unüblicher Vorgang in Norwegen. Allerdings konnte in diesem Fall nie ganz geklärt werden, was Andersen ausgerechnet zu dieser Zusatzbenennung bewog, denn Nordquelle war zwar der Name mehrerer Gehöfte in seiner Heimat, doch wohnte er wahrscheinlich selbst zu keinem Zeitpunkt dort. Allerdings hatten seine Eltern vor Eriks Geburt einen der Nordquelle-Höfe als Pächter bewirtschaftet; ein anderes dieser Gehöfte gehörte seinem Onkel.

## Leben

### Jugend
Erik Andersen war der Sohn von Anders Eriksen vom Gehöft Dalen unterhalb von Breidal in Kvelde und Kristiane Nilsdatter vom Gehöft Grevet unterhalb von Seierstad in Hedrum bei Larvik (Telemark). Als Erik 1872 in Larvik konfirmiert wurde, wurde er hinsichtlich seiner Kenntnisse des Christentums vom Pfarrer als „sehr gut“ beurteilt. Nach der Konfirmation ging Erik bis 1879 zur See und lief dabei unter anderem auch amerikanische Häfen an.
Nordquelle hatte wohl auf einer Reise ein Bekehrungserlebnis. Nach seiner Rückkehr nach Larvik schloss er sich einer Methodistenkirche an. 1883 kam der schwedische Prediger Fredrik Franson nach Christiania (dem heutigen Oslo). Nordquelle besuchte Fransons Schulungsangebot für angehende Evangelisten und begann unmittelbar darauf, dessen Methoden bei Versammlungen in Larvik umzusetzen. Dem Vernehmen nach kamen durch ihn damals zahlreiche Menschen zum Glauben an Christus; andererseits war er jedoch auch wegen seiner als zudringlich empfundenen Art gefürchtet, so dass nicht wenige Menschen Begegnungen mit ihm mieden.
Ab 1888 war Nordquelle ständiger Prediger in der Freien Missionsvereinigung Larvik („Larvik Frie Misjonsforening“), einem Verein, der zu dieser Zeit etwa 150 Mitglieder hatte. Im selben Jahr weitete er seine Aktivitäten auf Porsgrunn und Skien aus und begann, in der Zeitschrift Missionæren zu schreiben; einer seiner Schwerpunkte als Autor betraf den Alkohol und die dadurch verursachten Probleme.

### Neue geistliche Erfahrung
Nach einiger Zeit fühlte sich Nordquelle als Prediger ausgebrannt und erfolglos, und er wurde sogar taub. Aber ein neues spirituelles Erlebnis in Bergen am 2. November 1891 brachte ihm seinen Enthusiasmus zurück, und er begann das Christentum auf eine ganz neue Weise zu begreifen. Er war damals Superintendent der Freien Bergenser Mission („Bergen Frie Misjon“, heute aufgegangen im Norwegischen Missionsverbund – „Det Norske Misjonsforbund“); allerdings führten seine neugewonnenen Auffassungen über die christliche Lehre zu einem Bruch, so dass er – nach eigener Darstellung – im Jahr 1893 aus der Missionsgesellschaft ausgeschlossen wurde. Seinen Predigtschwerpunkt legte er fortan auf die Heiligung. Nach seiner Auffassung war das Erlebnis des Christus in uns (Kolosser 1,27) dazu geeignet, einen von einem „Knechtschristentum“ zu befreien. Diese Lehre wurde als Sündenfreiheitslehre bezeichnet.
Bald knüpfte er Kontakte nach Christiania und zog 1899 dorthin. Um 1897 veröffentlichte er sein eigenes Liederbuch Schibboleth (der Name ist abgeleitet von Richter 12,5–6), welches in mehreren Neuauflagen mit immer neuen Ergänzungen erschien.

### Die Freien Freunde
Um die Jahrhundertwende gründete Erik Andersen Nordquelle in Christiania die eigene Bewegung Freie Freunde („De frie venner“). Die Gemeinschaft gab eine eigene Zeitschrift mit dem Titel Det gode Budskab („Die gute Botschaft“) heraus, die erstmals im Januar 1904 erschien. Die Bewegung weitete sich aus, und in den Jahren nach 1910 gingen Missionare nach Indien, China und Afrika. Die steigenden Auflagenzahlen von Schibboleth belegten den Erfolg der Bewegung. Die 13. Ausgabe im Jahr 1915 kam in 20.000 Exemplaren; dennoch war eine Neuauflage 1919 notwendig.
Ab 1907 kam es zu einer Zusammenarbeit mit Thomas Ball Barratt.
Dieser hatte in den Vereinigten Staaten eine sogenannte Geistestaufe erlebt. Als er nach Norwegen zurückkehrte, erweckte sein Predigen große Aufmerksamkeit. Im Frühjahr 1907 veranstaltete Barratt „Erweckungsversammlungen“ in Oslo, wo er über die Taufe des Heiligen Geistes, Heiligung und Zungenrede predigte. Er hatte jedoch Schwierigkeiten, passende Räumlichkeiten für seine Veranstaltungen zu finden. In dieser Situation überließen Nordquelle und die Frie Venner in Torvgaten Barratt ihre Kanzel und es kam zu einer engen Zusammenarbeit.
Viele Christen waren Barratt gegenüber skeptisch eingestellt, und die Erweckung traf auf starken Widerstand. Die Personen, welche die Geistestaufe erlebt hatten, wurden als religiöse Fanatiker lächerlich gemacht, und satirische Cartoons über die Veranstaltungen erschienen in den Zeitungen. Trotz allem waren die Versammlungen gut besucht. Die „Erweckung“ in Oslo verbreitete sich schnell, und mehrere bereits etablierte Gemeinden schlossen sich der Bewegung an. Eine Zeitlang kooperierten Barratt und Nordquelle bei der Leitung der Freien evangelischen Versammlungen („Frie evangeliske forsamlinger“), wie sich die Freien Freunde inzwischen offiziell nannten (nicht zu verwechseln mit den Freien evangelischen Gemeinden, die in Norwegen „Misjonskirken“ heißen). Als aber Barratt einen eigenen Versammlungsraum anmietete, entstand ein Konflikt zwischen den beiden, weil die Freien Freunde dies als Versuch deuteten, ihnen Konkurrenz zu machen. Schließlich kam es zur Trennung und damit einem vorläufigen Bruch mit der Pfingstbewegung, und Nordquelle war wieder der alleinige Pastor der Freien evangelischen Versammlungen.

### Späte Jahre
Im Gefolge des Zerwürfnisses mit der Pfingstbewegung sowie aufgrund von internen Streitigkeiten kam es um 1930 zu einer Krise innerhalb der Freien evangelischen Versammlungen. Gegen Nordquelles strenges Regiment als Vorsteher regte sich Protest, und schließlich spalteten sich mehrere Mitglieder ab und gründeten eine eigene Gemeinde, das Evangeliumshaus („Evangeliehuset“). Nordquelle blieb bis 1936 Leiter der Frie Evangeliske Forsamlinger.

## Familie
Nordquelle heiratete 1894 in Bergen Mathilde Tvedt. Das Paar bekam zwei Söhne und eine Tochter, welche jedoch früh verstarb.